# Андреев, Дмитрий Дмитриевич
Дми́трий Дми́триевич Андре́ев 17 (29) сентября 1869 — ???) — офицер-артиллерист Русской императорской армии, полковник  (1915), Георгиевский кавалер (1915), герой Первой мировой войны.

## Биография
По происхождению — из потомственных дворян Симбирской губернии. Православного вероисповедания. Среднее образование получил в Харькове, окончив реальное училище.

### Служба в Русской императорской армии
В военную службу вступил 20.09.1890 в 134-й пехотный Феодосийский полк (г. Екатеринослав) вольноопределяющимся рядового звания и был командирован на учёбу в Киевское пехотное юнкерское училище.
По окончании (по 1-му разряду) при училище двухлетних военно-училищных курсов, 04.08.1892 был произведен из юнкеров в подпоручики (со старшинством в чине с 05.08.1991), с переводом в 19-ю артиллерийскую бригаду (г. Винница), в составе которой служил до 1910 года.
В 1896 году был произведен в поручики, в 1898 году — в штабс-капитаны, в 1904 году — в капитаны, в 1910 году — в подполковники.
19.08.1910 капитан Андреев был переведен из 19-й артиллерийской бригады в 12-й мортирный артиллерийский дивизион (г. Винница), затем, 31.08.1910, — в 42-ю артиллерийскую бригаду (г. Бердичев).
13.08.1911, в чине подполковника, был назначен командиром 1-й батареи 23-го мортирного артиллерийского дивизиона (г. Гура-Кальвария, Царство Польское), — 18.08.1911 вступил в должность командира батареи.
С 23.10.1913 подполковник Андреев Дмитрий Дмитриевич — командир 1-й батареи 12-го мортирного артиллерийского дивизиона (г. Винница).
На 1913 год — был женат, имел троих сыновей: 1901, 1904 и 1913 годов рождения.
Участник Первой мировой войны. Воевал в составе 12-го мортирного артиллерийского дивизиона 12-го армейского корпуса, входившего в подчинение 8-й Армии (1914), 3-й Армии (1915), 9-й Армии (1916–1917) Юго-Западного фронта. В 1914/1915 году — командир 1-й батареи дивизиона, с 27.09.1915 — командир 12-го мортирного артиллерийского дивизиона. 10.03.1915, за отличия в делах..., был произведен в полковники, со старшинством с 09.11.1914.
После Октябрьской революции в Петрограде, в 1918 году, полковник Андреев служил в армии Украинской державы, — командир 12-го лёгкого артиллерийского полка.
Дальнейшая судьба Д. Д. Андреева не известна.

## Награды
- Медаль «В память царствования императора Александра III» (1896)
- Орден Святого Станислава 3-й степени (1903?)
- Орден Святой Анны 3-й степени (ВП от 20.06.1906)
- Орден Святого Станислава 2-й степени (06.12.1909; ВП от 28.02.1910)
- Медаль «В память 300-летия царствования дома Романовых» (1913)
- Орден Святого Георгия 4-й степени (ВП от 13.01.1915) …за то, что 27 августа 1914 года в бою у деревни Страдж и Емельня огнем своей батареи подавил огонь гаубичного дивизиона противника и тем не позволил ему действовать против нашей пехоты.
- Орден Святого Владимира 4-й степени с мечами и бантом (ВП от 06.03.1915)
- Мечи и бант к ордену Святой Анны 3-й степени (ВП от 26.11.1915)
- Орден Святой Анны 2-й степени с мечами (утв. ВП от 30.11.1915)
- Орден Святого Владимира 3-й степени с мечами (ВП от 20.04.1916)
- Мечи к ордену Святого Станислава 2-й степени (утв. ВП от 24.05.1916)
- Высочайшее благоволение за отличия в делах...  (ВП от 02.06.1916)
- Георгиевское оружие (ВП от 28.11.1916) …за то, что в бою 15-го июня 1916 года, у с. Рожнув, находясь в положении исключительной опасности, самоотверженно руководил огнём батарей названного дивизиона, направляя его сначала на пункты, назначенные для атаки, а затем на части противника, направляемые для контратак наших частей; искусными действиями дивизиона он неоднократно выручал нашу пехоту из самых трудных положений и окончательно поспособствовал нашим доблестным полкам захватить высоту «382» и преследовать разбитого врага.
- Мечи и бант к ордену Святого Станислава 3-й степени (Дополнение к ПАФ от 04.03.1917; утв. 28.02.1917)